# Flape
Flape ist ein Dorf mit rund 250 Einwohnern im Zentrum der Gemeinde Kirchhundem im Kreis Olpe, Nordrhein-Westfalen.

## Geografie
Flape liegt im Süderbergland des Rheinischen Schiefergebirges. Dieses gehört zum Südsauerland, das auch als Olper Land bezeichnet wird, und hierin zum sogenannten Bilsteiner Bergland. Die Ortschaft befindet sich an den westlichen Ausläufern des Rothaargebirges südlich von Kirchhundem im Flapetal. Die umliegenden Berge sind der Galgenberg (nordöstlich), der Katzenstein (südöstlich), die Hohe Lohe (südwestlich) und der Emberg (nordwestlich). Der Katzenstein ist nördlicher Ausläufer des 616,5 m hohen Stüvelhagen. Die Entwässerung durch die Flape erfolgt nach Norden zur Hundem hin.
Nachbarorte von Flape sind Kirchhundem im Norden, Würdinghausen im Nordosten, Albaum im Südosten, Emlinghausen im Süden, Berghof im Südwesten und Hofolpe im Westen.

## Geschichte
Der Name Flape wurde mit dem Grundwort „apa“ (Bach, Wasser) gebildet. Apa-Namen entstanden seit etwa Christi Geburt bis ins frühe Mittelalter. Der Raum Flape/Hundem/Altes Feld dürfte zu den ältesten Siedlungsgebieten des Kirchhundemer Landes gehören. Die bisher älteste schriftliche Erwähnung steht mit etlichen anderen Orten im Zehntlöseregister des Mariengraden-Stiftes, Köln, vom 25. Juli 1279. In den frühesten Schatzungsregistern von 1536, 1543 und 1565 erscheinen jeweils 12 Steuerpflichtige. 1757 lebten in Flape auf zehn Höfen 88 Personen. Außer den Bauern waren früher Fuhrleute, Schneider, Schreiner und Schuster im Dorf, auch Gastwirtschaften und sogar eine Zigarrenfabrik hat es gegeben. Heute gibt es noch zwei landwirtschaftliche Betriebe, einen Installateur und einen Lieferdienst für Flammkuchen.
Um 1850 wurde das Flapetal durch eine Kunststraße von Kirchhundem nach Hilchenbach erschlossen. Zuvor war der Ort nur durch unbefestigte Wege mit den Nachbardörfern verbunden. 1890 wurde bei der Weinkellerei C. & H. Müller eine Posthilfsstelle eingerichtet, die 1896 einen Telegraphen und schon 1900 Telefon bekam.
Von 1912 bis 1939 hatte Flape eine einklassige Volksschule, eingerichtet in der früheren Zigarrenfabrik. Wegen des bedeutenden Güterverkehrs der Weinkellerei C. & H. Müller erhielt der Bahnhof an der 1914 eröffneten Bahnstrecke Altenhundem–Birkelbach die Bezeichnung „Kirchhundem-Flape“.

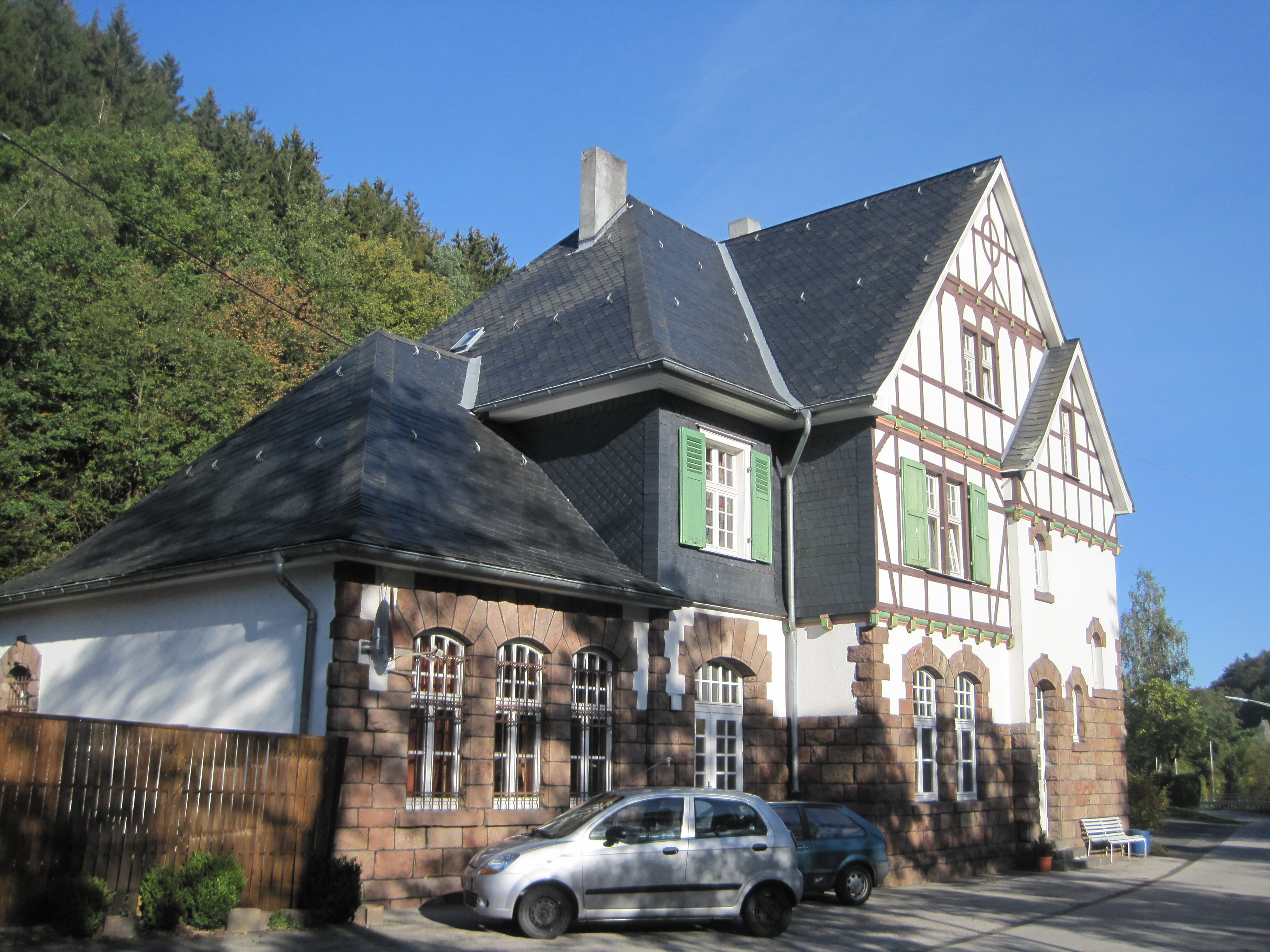
Bahnhof Kirchhundem-Flape

Schon 1606 war eine Kapelle im Dorf. Die heutige neubarocke Kapelle wurde 1929 gebaut. 1968 wurde das alte Haupthaus mit Speicher des Hofes Müller-Sommer vom Landesmuseum für Volkskunde abgebaut. Seit Juni 1997 ist das markante Ensemble mit dem schönen Renaissancegiebel von 1623 ein Anziehungspunkt im Sauerlanddorf des Freilichtmuseums Detmold.

### Einwohnerentwicklung
| Jahr | Einwohnerzahl |
| ---- | ------------- |
| 1757 | 88            |
| 1871 | 103           |
| 1890 | 107           |
| 1969 | 235           |
| 1978 | 323           |
| 1990 | 217           |
| 2006 | 249           |
| 2020 | 245           |

## Kultur und Sehenswürdigkeiten

### Bauwerke

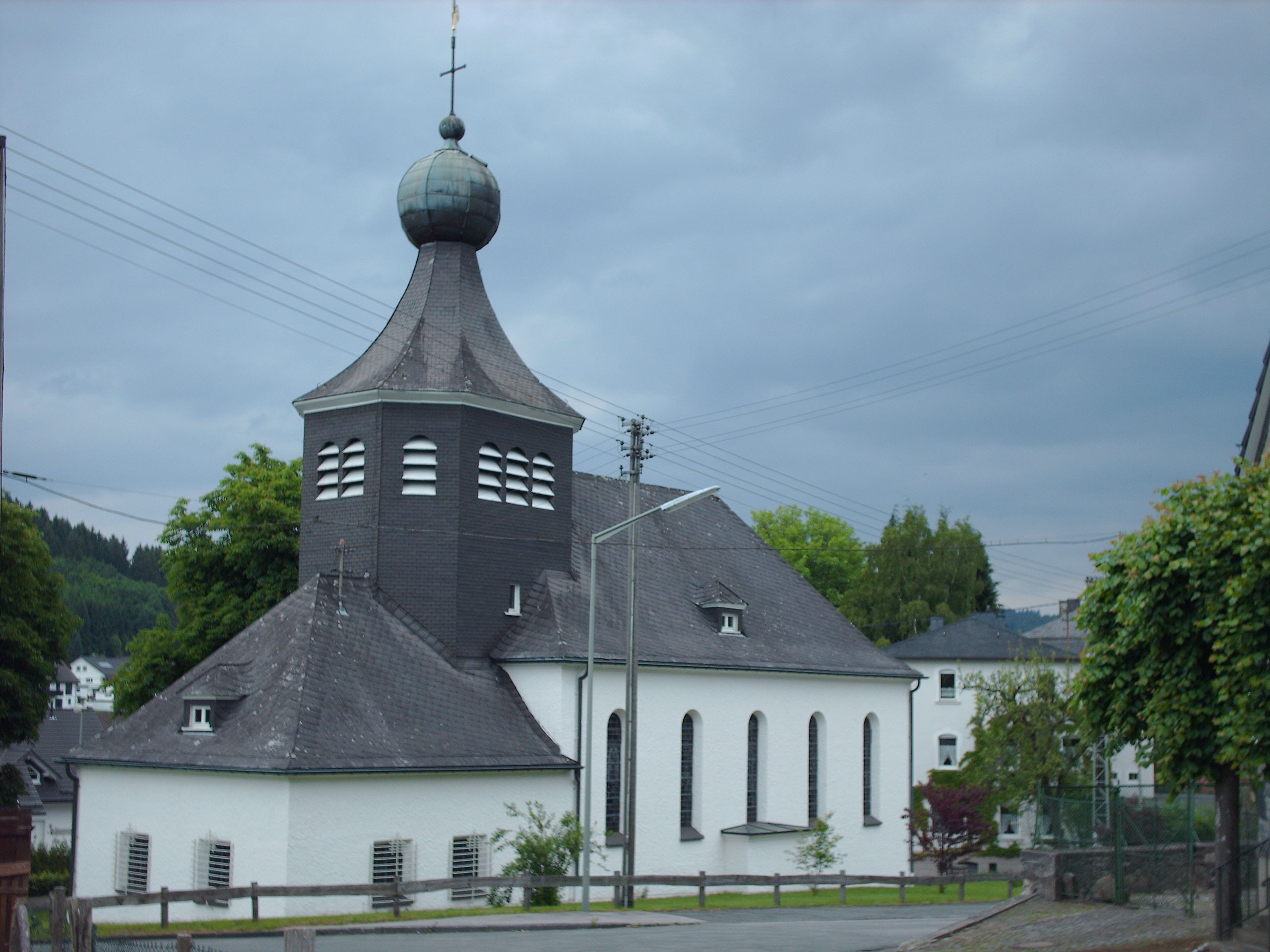
St. Johannes Baptist

Im Zentrum des Dorfes befindet sich die katholische Kapelle St. Johannes Baptist, erbaut 1929. Hervorzuheben ist das frühbarocke Altarretabel von 1647, das seit 1994 unter Denkmalschutz steht. In der Kapelle befinden sich Werke der Kirchhundemer Malerin Ina-Maria Mihályhegyi-Witthaut.
Der „Dorfplatz“ darunter wird von der Arbeitsgemeinschaft Flape (ABG Flape) gepflegt.

Zwei Wohnhäuser und eine Villa wurden in der Denkmalliste der Gemeinde Kirchhundem eingetragen.

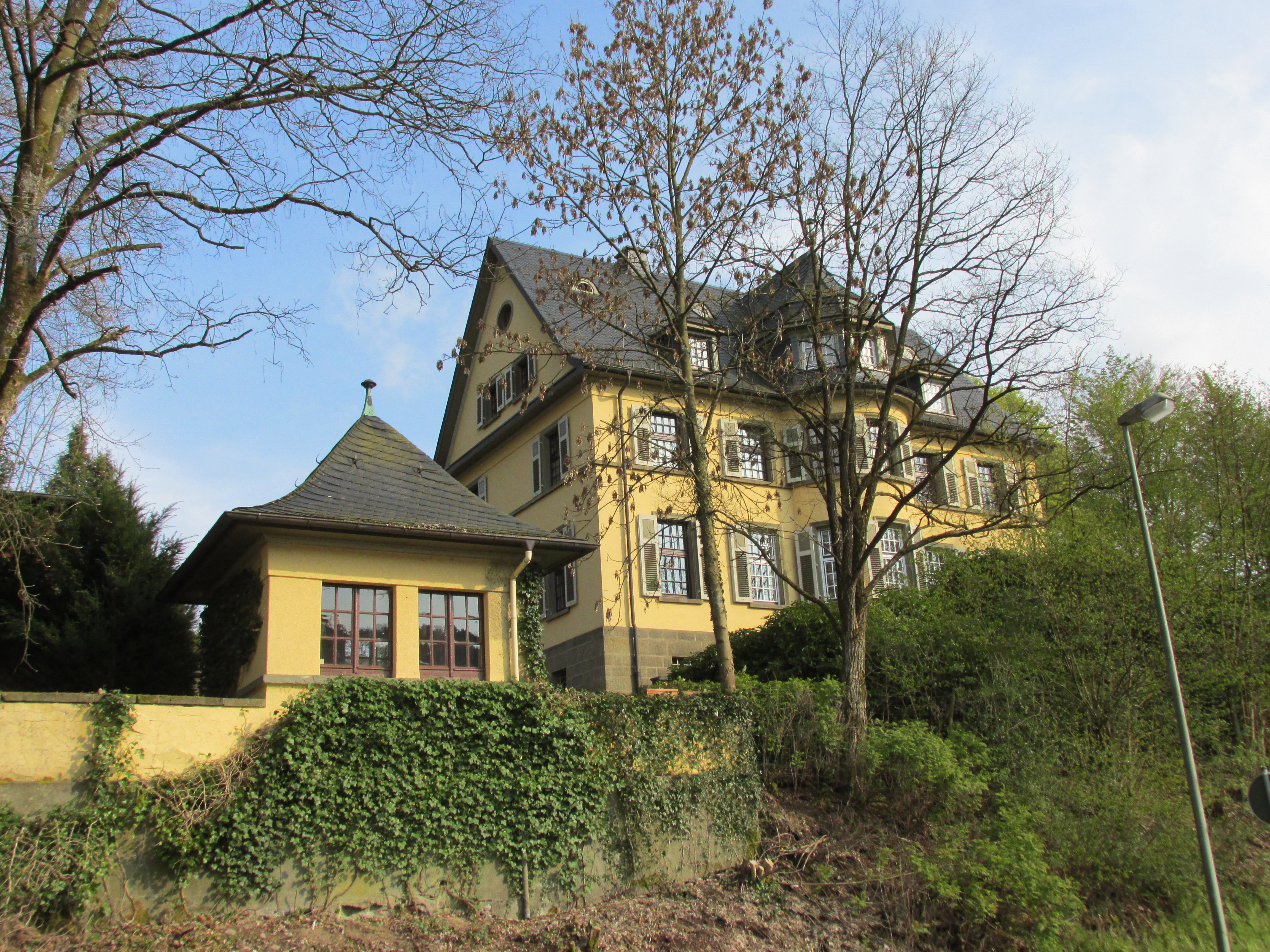
Villa, Dorfstraße 1
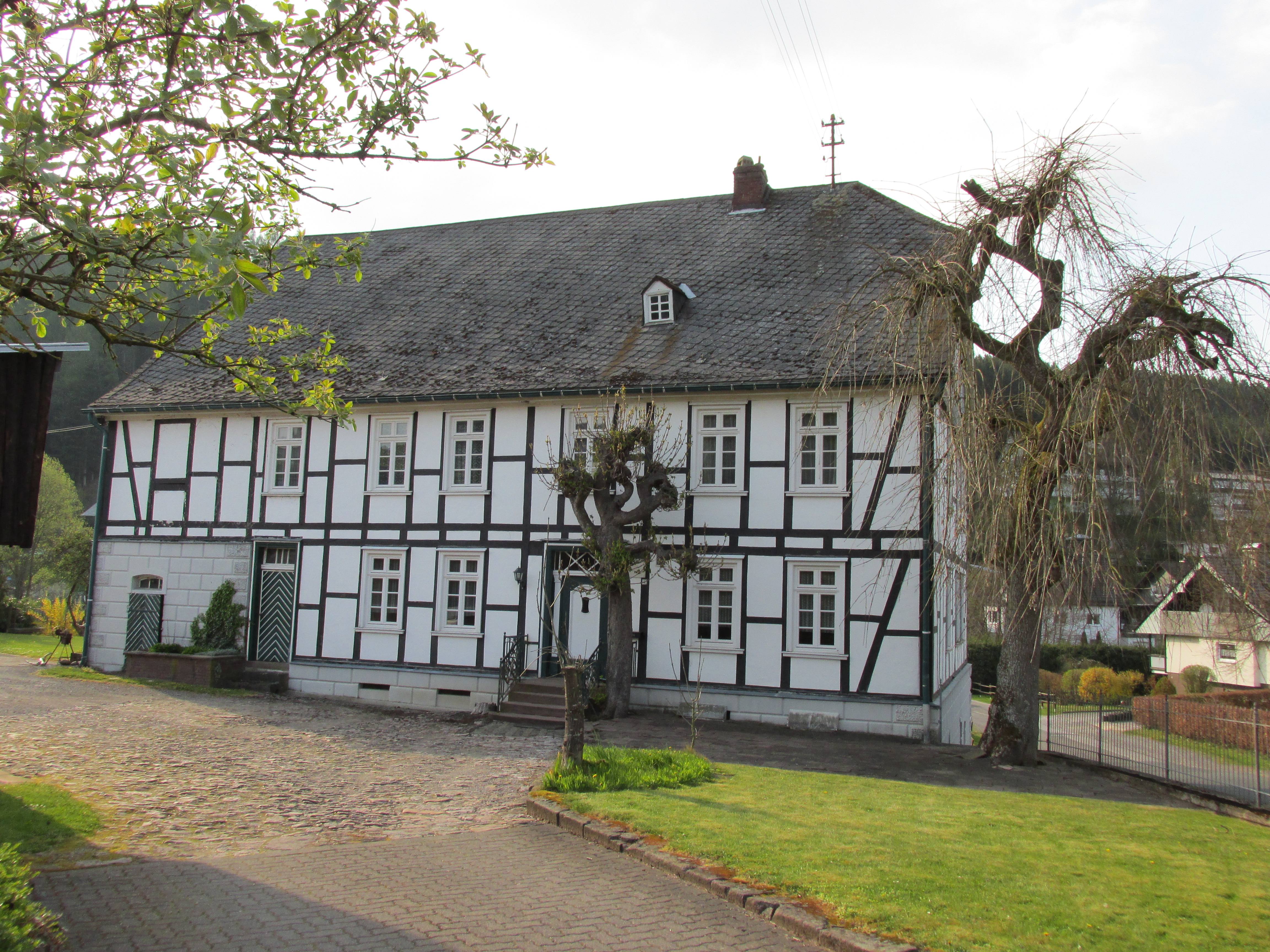
Wohnhaus, Schulweg 3
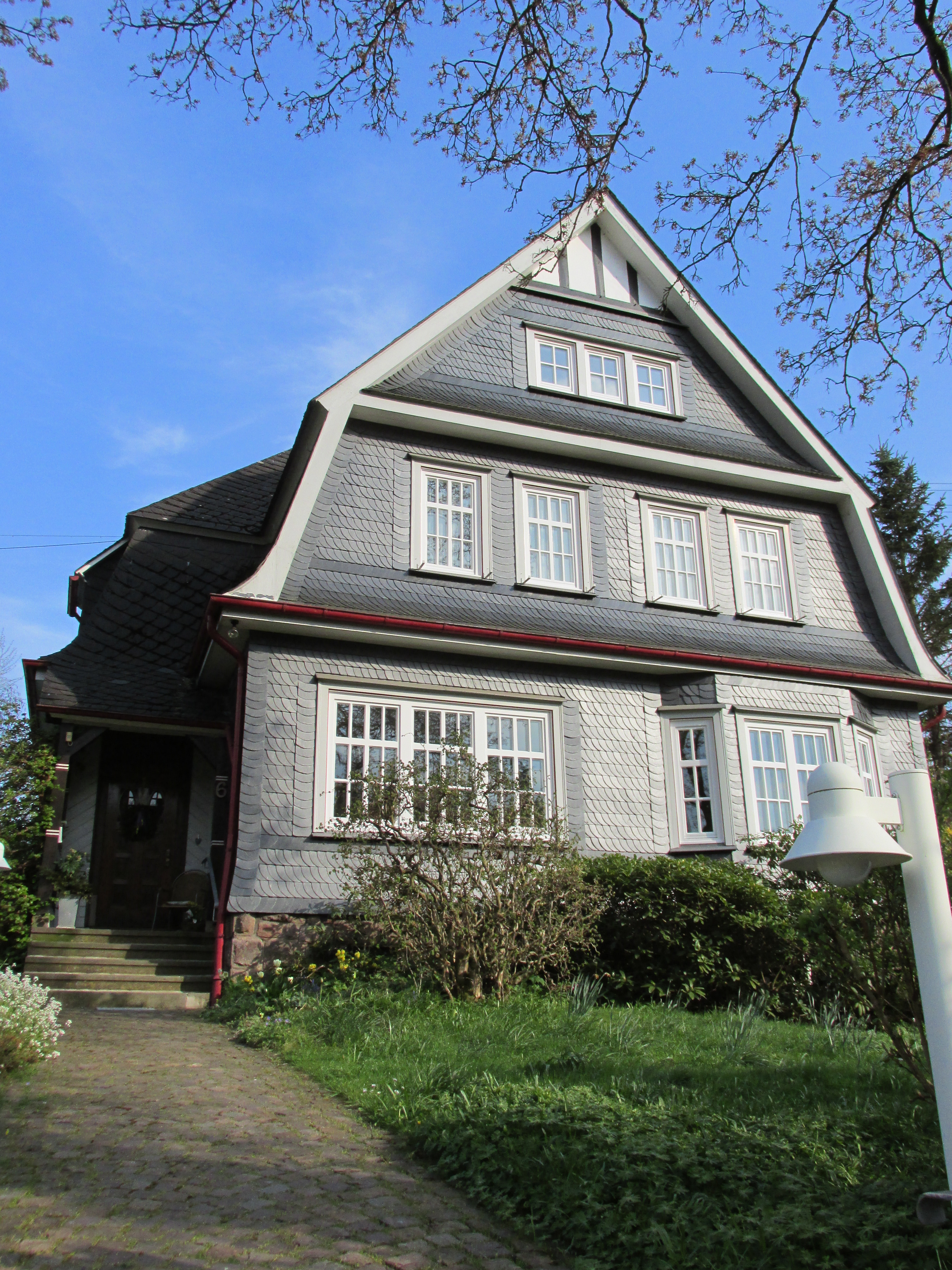
Wohnhaus, Am Galgenberg 6

### Naturdenkmäler
Das Naturdenkmal „Vierlinden“ ist eine Baumgruppe, bei der ein Prozessionskreuz der Kirchhundemer Fronleichnamsprozession steht. Das Naturschutzgebiet Krähenpfuhl liegt am Nordhang des Stüvelhagens beim Katzenstein.

### Sport
An den Fischteichen südlich des Dorfes bestand die Möglichkeit, Angelsport zu betreiben.

### Kulinarische Spezialitäten

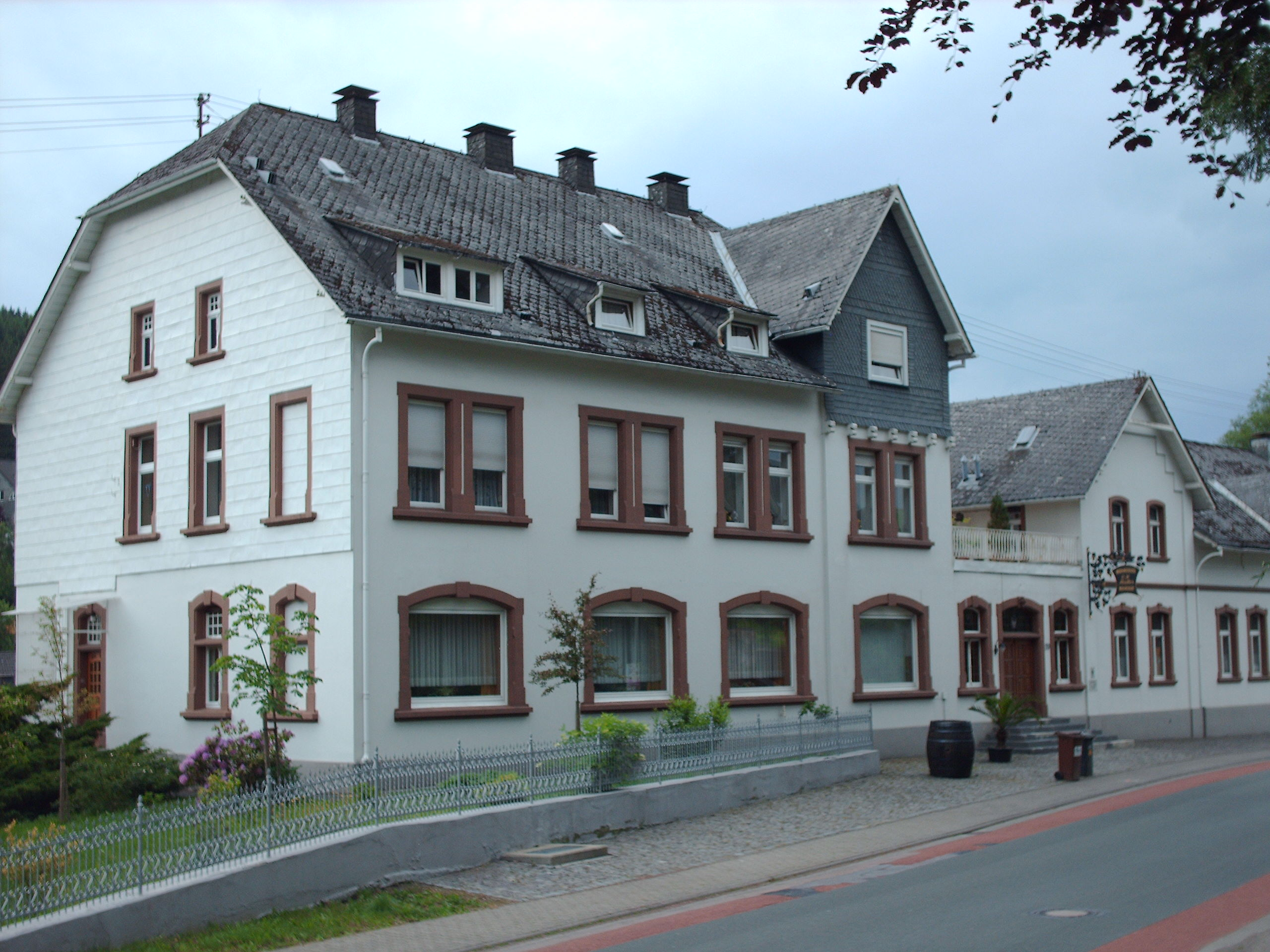
Weinkellerei C. & H. Müller damals

In der Weinkellerei C. & H. Müller in Flape erhielt man Weine aus deutschen und anderen Anbaugebieten. Heute ist es ein Wohnhaus.

## Wasserversorgung
Die firmeneigene Wasserkraftanlage versorgte das Dorf bereits 1898 mit Strom. Die erste Wasserleitung, die aber nur einen Teil des Ortes versorgte, ist 1897 verlegt worden. 1955 wurde die heutige Verbandswasserleitung gebaut, an die alle Häuser angeschlossen sind. Eine moderne Abwasserentsorgung gibt es seit 1993.
Flape ist heutzutage eines der wenigen Dörfer in der Gemeinde Kirchhundem, welches die Wasserversorgung selbst, durch den Wasserbeschaffungsverband, auch WBV genannt, regelt.
Der Bach in Flape heißt ebenfalls Flape und mündet in Kirchhundem in die Hundem.

## Verkehr
Das Dorf Flape wird durch die L 728 erschlossen. Bis 1959 wurde der Bahnhof Kirchhundem-Flape an der Bahnstrecke Altenhundem–Birkelbach bedient.
Das Dorf hat heute eine Bushaltestelle mit dem Namen Flape.

## Persönlichkeiten
- Helmut Josef Patt (1926–2003), katholischer Geistlicher
- Hartmut Schauerte (* 1944), Politiker (CDU) und Mitglied des Bundestages
- Ina-Maria Mihályhegyi-Witthaut (1946–1987), Künstlerin